# Giải Carl Friedrich Gauss
Giải Carl Friedrich Gauss về Toán học ứng dụng là một giải thưởng do Hội liên hiệp Toán học quốc tế (International Mathematical Union) và Hội Toán học Đức dành cho "các đóng góp toán học nổi bật, tạo ra những áp dụng quan trọng ngoài ngành toán học". Giải được đặt theo tên nhà toán học Đức Carl Friedrich Gauss.
Giải được trao mỗi 4 năm, tại Hội nghị các nhà toán học quốc tế (International Congress of Mathematicians), và được trao lần đầu năm 2006.
Người đoạt giải được nhận một huy chương và một khoản tiền 10.000 euro do khoản thặng dư ngân sách 1998 của "Hội nghị các nhà toán học quốc tế" tài trợ.
Việc tuyên bố chính thức thành lập giải, diễn ra ngày 30.4.2002, nhân kỷ niệm sinh nhật thứ 225 của Carl Friedrich Gauss. Giải nhằm nhìn nhận công lao của các nhà toán học, vì họ có ảnh hưởng lớn tới thế giới bên ngoài, nhưng công lao nghiên cứu của họ lại không được nhìn nhận. Vì thế, giải nhằm vinh danh các nhà toán học có công trình nghiên cứu được áp dụng rộng rãi trong các lãnh vực kinh doanh, công nghệ học, hoặc đời sống hàng ngày.

## Danh sách những người đoạt giải
- 2006 Itō Kiyoshi
- 2010 Yves Meyer[1]
- 2014 Stanley Osher[2]
- 2018 David Donoho